# Patrick Johansson
Patrick Johansson (Falun, 29 novembre 1976) è un batterista metal svedese.

## Carriera
Ex membro del gruppo musicale del noto chitarrista Yngwie Malmsteen e attualmente membro del gruppo statunitense Spelled Moon, Patrick ha iniziato a suonare la batteria nel 1981 e negli anni passati si è esibito con molti gruppi, tra cui spiccano i nomi dei Without Grief, degli Stormwind, degli W.A.S.P. e dei G3.